# Ubuntu MATE
Ubuntu MATE — безкоштовний дистрибутив Linux з відкритим кодом, і офіційна операційна система спільноти Ubuntu. Його головна відмінність від Ubuntu полягає в тому, що він використовує середовище робочого столу MATE в якості користувальницького інтерфейсу за замовчуванням на основі GNOME 2, який використовувався для версій Ubuntu до 11.04 замість графічної оболонки Unity, яка була користувальницьким інтерфейсом за замовчуванням для робочого столу Ubuntu, або GNOME Shell, починаючи з Ubuntu 17.10.

## Історія
Проєкт Ubuntu MATE був заснований Мартіном Вімпрессом та Аланом Попом, і розпочався як неофіційний дистрибутив для спільноти Ubuntu на базі Ubuntu 14.10; незабаром вийшов випуск 14.04 LTS. Станом на Лютий 2015 року, Ubuntu MATE отримала статус офіційного дистрибутива Ubuntu від Canonical Ltd., коли вийшла версія 15.04 Beta 1. На додаток до IA-32 і x86-64, які були початковими платформи, Ubuntu MATE також підтримує PowerPC і ARMv7 (на Raspberry Pi 2 і 3).
В квітень 2015 року Ubuntu MATE оголосила про партнерство з британським реселером Entroware computer, дозволяючи клієнтам Entroware купувати настільні та портативні комп'ютери з попередньо встановленою Ubuntu MATE з повною підтримкою. Кілька інших апаратних угод були анонсовані пізніше.
В Ubuntu MATE 18.10 підтримка 32-бітної архітектури припинена. Також, припинення підтримки 32-бітної архітектури планується і в Ubuntu Budgie.

## Думка
В травень 2016 року Джессі Сміт з DistroWatch прийшла до висновку: «незважаючи на мої початкові проблеми, пов'язані з тим, що Ubuntu MATE встановлений і працює нормально, я пішла з позитивним уявленням про дистрибутив. Проєкт забезпечує дуже дружній робочий стіл, який споживає мало ресурсів від сучасних стандартів. Я також хочу схилити капелюх до теми за замовчуванням, яка використовується в Ubuntu MATE».
Станом на березень 2024 року, Ubuntu MATE зайняв 87 місце в рейтингу DistroWatch за 6 місяців.

## Примітка
1. ↑  Ubuntu MATE 22.10 Release Notes.
2. ↑  UbuntuFlavors - Ubuntu Wiki. Архів оригіналу за 15 квітня 2019. Процитовано 13 червня 2018.
3. ↑  Canonical to Make GNOME Default Session in Ubuntu 17.10, Likely Use Wayland. Архів оригіналу за 13 червня 2018. Процитовано 13 червня 2018.
4. ↑  Team | Ubuntu MATE. Архів оригіналу за 19 квітня 2019. Процитовано 13 червня 2018.
5. ↑  Ubuntu MATE Sees Its First Release (14.10) ~ Web Upd8: Ubuntu / Linux blog. Архів оригіналу за 29 вересня 2018. Процитовано 13 червня 2018.
6. ↑  Ubuntu MATE 14.04 LTS Available For Download ~ Web Upd8: Ubuntu / Linux blog. Архів оригіналу за 29 вересня 2018. Процитовано 13 червня 2018.
7. ↑  Ubuntu MATE Is Now An Official Ubuntu Flavor. Архів оригіналу за 13 червня 2018. Процитовано 13 червня 2018.
8. ↑  GNOME 2 is back: Ubuntu MATE is now an official flavor | PCWorld. Архів оригіналу за 9 серпня 2017. Процитовано 13 червня 2018.
9. ↑  Download | Ubuntu MATE. Архів оригіналу за 18 вересня 2018. Процитовано 13 червня 2018.
10. ↑  Ubuntu MATE Inks Hardware Deal with UK-Based Entroware. Архів оригіналу за 30 січня 2019. Процитовано 13 червня 2018.
11. ↑  Dropping 32-bit support. Архів оригіналу за 11 липня 2018. Процитовано 11 липня 2018.
12. ↑  DistroWatch Weekly, Issue 660, 9 May 2016. Архів оригіналу за 13 червня 2018. Процитовано 13 червня 2018.
13. ↑  DistroWatch.com: Put the fun back into computing. Use Linux, BSD. Архивированная версия.